# Daniel Maldini
Daniel Maldini (* 11. Oktober 2001 in Mailand) ist ein italienischer Fußballspieler. Der Mittelfeldspieler steht bei Atalanta Bergamo unter Vertrag.

## Familie
Daniel Maldinis Vater ist der frühere italienische Fußballer Paolo Maldini, seine Mutter ist Venezolanerin. Sein Großvater ist Cesare Maldini, sein älterer Bruder Christian (* 1996) ist ebenfalls Fußballspieler (beim Drittligisten Pro Sesto).

## Karriere

### Verein
AC Mailand
Daniel Maldini spielte seit seinem neunten Lebensjahr bei der AC Mailand. Im September 2017 erzielte er bei seinem Debüt für die U17 des Vereins direkt ein Tor, es folgten 23 weitere Spiele in der U17-Liga mit acht Treffern. Zu Beginn der Saison 2018/19 rückte der damals 17-Jährige in die U19 auf. Maldini, der im Gegensatz zu Vater und Großvater Stürmer ist, gab sein Debüt in der höchsten italienischen Spielklasse, der Serie A, am 2. Februar 2020, als er beim 1:1 im Heimspiel gegen Hellas Verona von Trainer Stefano Pioli in der Nachspielzeit für Samu Castillejo eingewechselt wurde. Seither stand er mehrere Male im Profikader der AC Mailand. Daniel Maldini galt als eines der vielversprechendsten Talente bei AC Mailand. In der Europa-League-Saison 2020/21 wurde Maldini in zwei Gruppenspielen eingesetzt, in einem davon stand er in der Startelf. Im Sommer 2021 war Ligakonkurrent Spezia Calcio an einer Leihe Maldinis interessiert, das Angebot wurde von der AC Mailand jedoch abgelehnt. Maldini soll weiter schrittweise in den Spielbetrieb der Rossoneri geführt werden. Sein erstes Tor in der Serie A erzielte Daniel Maldini am 25. September 2021 beim 2:1-Sieg im Auswärtsspiel gegen Spezia Calcio. Dieses Tor sollte sein einziger Treffer in acht Spielen in der Saison 2021/22 bleiben, in welcher Maldini auch die italienische Meisterschaft mit Milan gewann.
Leihen nach La Spezia und Empoli
Für die Spielzeit 2022/23 wechselte Maldini per Leihe im Juli 2022 zu Spezia Calcio. Sein Debüt für Spezia gab er im August 2022 beim 5:1-Heimsieg gegen Como 1907 in der 1. Runde des italienischen Pokals, als er in der 77. Spielminute für M'Bala Nzola eingewechselt wurde und im Anschluss direkt auch sein erstes Tor für seinen neuen Verein erzielte. Aufgrund einer Verletzung verpasste er den Saisonbeginn in der Serie A und spielte deshalb erst im Oktober 2022 erstmals für Spezia in der Serie A. Sein erstes Tor in der Liga erzielte er im November 2022 ausgerechnet gegen seinen ehemaligen Verein Milan, allerdings verlor Spezia Calcio die Partie im San Siro trotzdem mit 2:1. Maldini absolvierte insgesamt 20 Pflichtspiele in dieser Saison und erzielte dabei 3 Tore. Spezia Calcio beendete die Spielzeit auf dem 17. Tabellenplatz, allerdings verlor der Verein das Entscheidungsspiel gegen das punktgleiche Hellas Verona mit 1:3 und stieg in die Serie B ab. Im Juli 2023 wechselte Maldini per Leihe für ein Jahr zum FC Empoli. In der Hinrunde der Saison 2023/24 spielte er nur siebenmal für Empoli und stand dabei nur dreimal in der Startelf.
AC Monza
Dadurch wurde die Leihe im Januar 2024 vorzeitig beendet und Maldini wechselte leihweise für die restliche Saison zur AC Monza. Für Monza absolvierte er in der Rückrunde 11 Ligaspiele und erzielte dabei 4 Tore. Ende Juli 2024 wechselte er daraufhin fest nach Monza.
Atalanta Bergamo
Am 1. Februar 2025 wechselte Maldini für 14 Millionen Euro zu Atalanta Bergamo, wobei 50 % des Transfererlöses die AC Mailand erhielt. Er unterschrieb einen Vertrag bis Juni 2029. Sein Debüt für Atalanta gab er drei Tage nach seiner Verpflichtung im Viertelfinale der Coppa Italia.

### Nationalmannschaft
In der Nationalmannschaft kam er auf je zwei Einsätze in der U-18 und der U-19. Ende August 2021 wurde Maldini erstmals in den Kader der italienischen U-20 berufen. Am 4. Oktober 2024 wurde er zum ersten Mal vom Cheftrainer der italienischen Fußballnationalmannschaft, Luciano Spalletti, für die anstehenden Nations-League-Spiele gegen Belgien und Israel berufen. Am 14. Oktober 2024 gab Maldini beim 4:1-Sieg gegen Israel sein Debüt für die Italienische A-Nationalmannschaft.

## Erfolge
- Italienischer Meister: 2022

## Trivia
- Zusammen mit seinem Vater Paolo (647) und seinem Großvater Cesare (347) sowie seinen 6. Ligaeinsatz im Januar 2021 kam die Familie Maldini zum insgesamt 1000. Serie-A-Einsatz für die AC Mailand. Das Jubiläum erfolgte als aktueller Tabellenführer am 6. Januar 2021 im Heimspiel gegen Juventus Turin (1:3), in welchem Daniel in der 81. Minute eingewechselt wurde.[20]
- Mit dem Meisterschaftsgewinn in der Saison 2021/22 wurden nun alle drei Generationen jeweils Meister mit der AC Mailand (Vater (4×) – Sohn (7×) – Enkel (1×)). Von 19 Titeln des AC gewann der Club 12 mit einem der Maldinis in seinem Kader.[21][22]